# Tamakawa
Tamakawa (jap. 玉川村 Tamakawa-mura) – wieś w Japonii, na wyspie Honsiu, w prefekturze Fukushima. Według danych na rok 2020 miejscowość zamieszkiwało 6 392 mieszkańców , a gęstość zaludnienia wyniosła 137 os./km².